# دولا

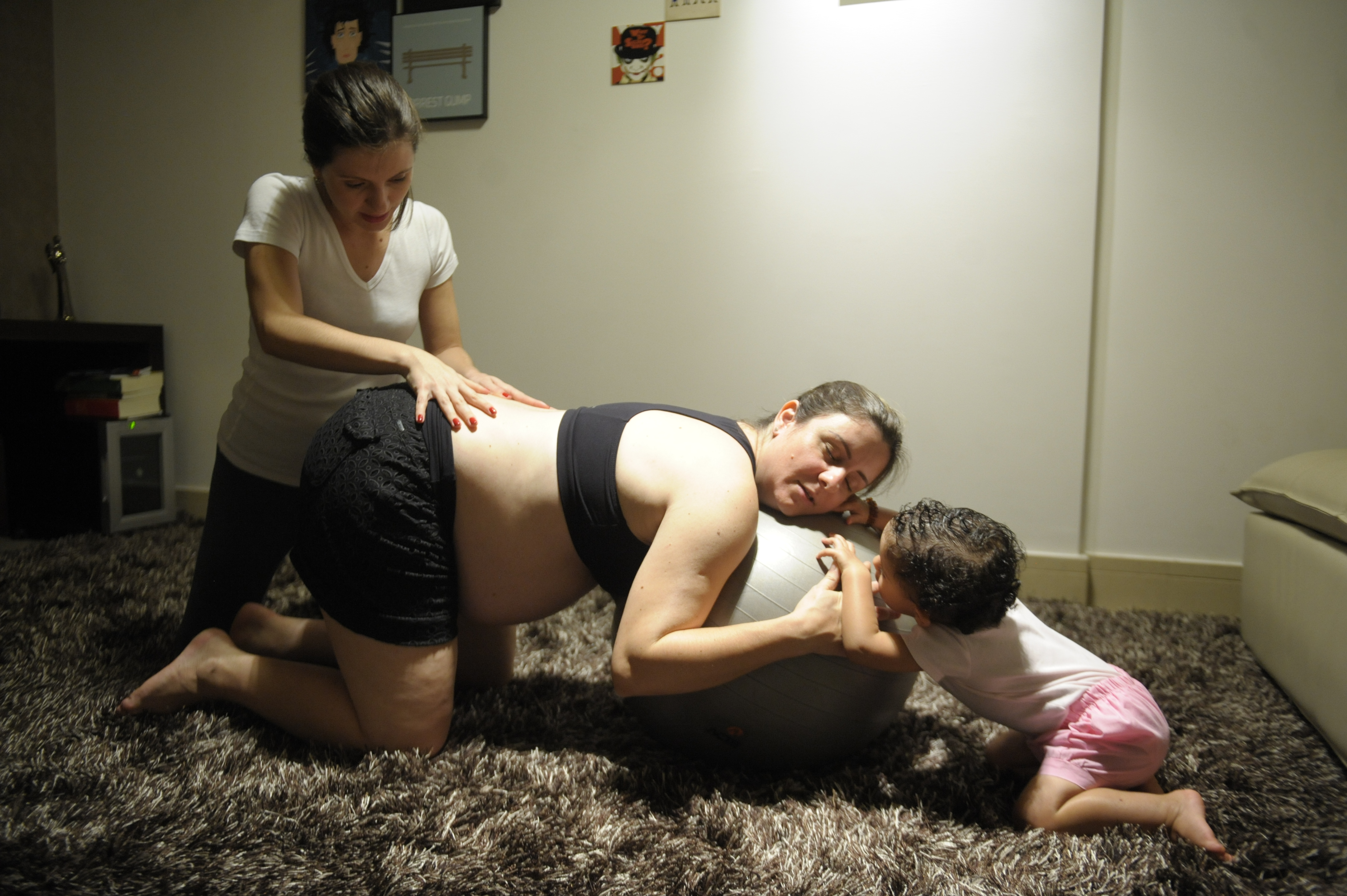

تعتبر دولا المعروفة أيضًا باسم رفيقة الولادة أو مدربة الولادة الطبيعية أو مدربة ما بعد الولادة شخص لا يمتهن مهنة الطب، ولكنه يقوم بمساعدة السيدات قبل الولادة أو أثنائها أو بعدها. كما يقوم بتقديم الدعم العاطفي والمساعدة الجسدية إذا لزم الأمر. وقد يقدم كذلك الدعم لشريك الأم والأسرة. وعلى عكس القابلة، لا يعد الدولا من العاملين بمهنة الطب، وبالتالي لا يمكنهم وصف الدواء. ويتم اعتماد مدربات الرضاعة الطبيعية عادةً بعد حضور عدة دورات تستغرق أكثر من عام لإكمالها. ويتضمن ذلك تدريباً عملياً لتصبح العاملة في هذا المجال معتمدة. يرتبط الدعم المستمر أثناء الولادة الذي يقدمه شخص من خارج أسرة الأم أو الدائرة الاجتماعية، مثل الدولا، بانخفاض معدلات الوفيات وتحسين الصحة العامة للأم والطفل، فضلاً عن قصر وقت عملية الولادة وخفض مخاطر الولادة القيصرية وحاجة أقل للتدخلات الطبية، مثل الولادة باستخدام الأدوات أو تخفيف الألم. وقد يساعد الدعم المقدم من مدربة الولادة الطبيعية أيضًا في التقليل من المشاعر السلبية لدى الأمهات المتعلقة بعملية الولادة. كما تقدم بعض مدربات الولادة الطبيعية الدعم بعد النفاس مثل المساعدة في الأعمال المنزلية والطهي والمساعدة التدرب على الرضاعة الطبيعية.
من بين مؤسسات مدربات الولادة الطبيعية التي تمنح برامج معتمدة، نجد دولا في المملكة المتحدة ودونا إنترناشيونال وتشايلد بيرث إنترناشيونال وبيرث أرتس إنترناشيونال وكابا والكلية الأسترالية لمدربات الولادة. وتقوم الكلية الأسترالية لمدربات الولادة بتدريب مدربات الولادة المتقدمات في السن.
يوجد اتجاه لتشجيع الحصول على شهادات معتمدة وتقديم الوثائق الخاصة بها على مواقع الويب الخاصة بالعملاء مثل دولاز و دولاماتش، بحيث يمكن للأمهات العثور على مدربات ومعلمات ولادة معتمدات ومدربي يوجا وغيرها من المهن ذات الصلة بعملية الولادة. وقد تصبح مدربات الولادة غير المدربات من قبل مؤسسة معتمدة مثار جدل في الأوساط الطبية لعدم حصولهن على دراسة طبية رسمية عندما يتطرق النقاش إلى ضرورة التدخل الطبي في مرحلة المخاض في مقابل متابعة الولادة الطبيعية دون إجراء التخدير فوق الجافية أو الولادة القيصرية. وعلى الرغم من ذلك، لا يطلب من مدربة الولادة تقديم المشورة الطبية.
في بعض الأحيان يمكن أن يطلق مسمى دولا «مدربة الولادة الطبيعية» أيضًا إلى شخص لا يعمل في مهنة الطب يساعد الأشخاص المسنين المصابين بأمراض خطيرة.